# Championnat du monde de snooker 2019
Le Championnat du monde 2019 est un tournoi de snooker professionnel qui prend place du 20 avril 2019 au 6 mai 2019 au Crucible Theatre de Sheffield. Ce tournoi est le dernier événement majeur de la saison 2018-2019 de snooker.

## Déroulement

### Contexte avant le tournoi
Le Gallois Mark Williams est le tenant du titre, et triple champion du monde (2000, 2003 et donc 2018).
En Europe, le tournoi est diffusé sur les différentes chaînes du groupe Eurosport et sur la BBC.

### Faits marquants
Après une finale à sens unique (18 à 9), le jeune anglais de 29 ans Judd Trump devient champion du monde pour la première fois.

## Dotation
La répartition des prix est la suivante :
- Vainqueur : 500 000 £[N 1]
- Finaliste : 200 000 £
- Demi-finalistes : 100 000 £
- Quart de finalistes : 50 000 £
- 8es de finalistes : 30 000 £
- 16es de finalistes : 20 000 £
- 3e tour de qualification : 15 000 £
- 2e tour de qualification : 10 000 £
- Meilleur break pendant les phases finales : 10 000 £
- Meilleur break pendant les qualifications : 1 000 £

Dotation totale : 2 231 000 £

Le break de 147 est récompensé par une prime de 5 000 £.

## Joueurs qualifiés
Les seize premiers au classement mondial sont qualifiés directement pour le tableau final. Quel que soit son classement, le tenant du titre est automatiquement tête de série numéro 1 alors que les autres joueurs sont positionnés en fonction de leur classement. Les seize places restantes sont attribuées après un tournoi de qualification disputé en trois tours.

## Résumé

### Qualifications
L'Anglais James Cahill est le premier joueur amateur à se qualifier pour le tournoi final du Championnat du monde de snooker.
Sept joueurs sortent des 3 tours de qualification et se hissent, pour la première fois, dans le tournoi final : outre Cahill, il y a l’Écossais Scott Donaldson, le Chypriote Michael Georgiou, les Chinois Li Hang, Luo Honghao, Tian Pengfei et Zhao Xintong.

### Premier tour
Pour la première fois, 6 joueurs chinois sont qualifiés pour le tournoi : Ding Junhui (tête de série no 10), Zhou Yuelong issu des qualifications, de même que les 4 novices cités précédemment.
L'énorme surprise du premier tour est l'élimination de Ronnie O'Sullivan, numéro un mondial et tête de série numéro 2, par James Cahill, joueur amateur issu des qualifications. O'Sullivan avait pourtant réussi à être en finale dans chaque tournoi de la Triple couronne cette saison. Cahill mène 5-4, puis 8-5 avant qu'O'Sullivan n'égalise à 8 partout. Cahill gagne les 2 manches suivantes et l'emporte 10 à 8. Ronnie O'Sullivan a déclaré qu'il était souffrant, sans énergie. C'est la première fois depuis 2003 qu'il ne passe pas le premier tour.
Outre Cahill, seuls 3 autres qualifiés accèdent au 2e tour : Ali Carter, Zhou Yuelong et Gary Wilson.
Lors du match entre le Belge Luca Brecel et l'Anglais Gary Wilson, la décision se fait à la manche décisive, en faveur de ce dernier. Cette dernière manche est la plus longue jamais jouée au Crucible : 1 heure, 19 minutes et 31 secondes.
L'Anglais Shaun Murphy, tête de série numéro 13, écrase le Chinois Luo Honghao qu'il bat 10 à 0. C'est la deuxième fois dans l'histoire du Championnat du monde au Crucible qu'un joueur perd sans remporter la moindre manche. La première fois c'était en 1992 quand John Parrott avait battu Eddie Charlton. Luo Honghao ne marque que 89 points, le précédent "record" de 191 points marqués durant tout un match date de 1993 et la défaite 10 à 1 de Danny Fowler contre Stephen Hendry.
Le Chypriote Michael Georgiou est mené 9-0 par l'Australien Neil Robertson, en ayant marqué encore moins de points que Luo Honghao, quand il remporte la 10e manche avec un break de 90 points. Il s'incline 10 à 1, sauvant ainsi l'honneur et évitant d'avoir le plus faible total de points marqués.
Deux anciens champions du monde sont opposés dès ce premier tour : Graeme Dott, vainqueur en 2006, et Stuart Bingham, vainqueur en 2015. Bingham mène 8–1 à l'issue de la 1re session, puis 9–4, avant que l'Écossais aligne 5 manches pour égaliser 9-9. Bingham l'emporte finalement 10 à 9 après que Dott ait manqué l'empochage d'une bille noire.
L'ancien triple champion du monde Mark Selby débute contre le néophyte Zhao Xintong. Il est mené 5 à 1 avant de remporter 9 des 11 manches suivantes pour l'emporter 10-7, avec deux breaks de 131.

### Deuxième tour
Il y a deux grosses surprises lors de ce deuxième tour : les éliminations des triples champions du monde Mark Williams et Mark Selby.
Mark Williams, tenant du titre et numéro 2 mondial est éliminé par l'Anglais David Gilbert, tête de série no 16. À la fin de la 1re session, alors qu'il est mené 5-3, Williams se plaint de douleurs à la poitrine. Il est conduit à l'hôpital pour examens et reprendra la partie le lendemain. Il s'inclinera finalement 13 à 9.
L'autre surprise c'est l'élimination de Mark Selby, tête de série no 3, par Gary Wilson, joueur issu des qualifications, à l'issue d'une partie à rebondissements : Wilson mène 5-3 à l'issue de la 1re session, puis  Selby reprend la tête 7-6 au cours de 2e session que Wilson conclut par 3 manches gagnées consécutivement pour mener 9-7. Lors de la dernière session, Selby parvient à égaliser à 10 partout avant que Wilson remporte les trois dernière manches pour se qualifier sur le score de 13 à 10.
Le joueur amateur James Cahill qui a fait sensation au 1er tour en éliminant le numéro un mondial Ronnie O'Sullivan est opposé à l’Écossais Stephen Maguire lors de ce 2e tour. Ce dernier ne l'emporte qu'à la 25e et dernière manche pour gagner 13 à 12.
Dans le match opposant Shaun Murphy à Neil Robertson, l'anglais est en route pour réaliser un break royal dans la 8e manche. Il demande à faire retirer la séparation entre les 2 tables afin que l'ensemble du public puisse assister à cette performance. Malheureusement il manque l'empochage difficile de la dernière bille rouge. 
Dans le seul match opposant deux joueurs issus des qualifications, l'Anglais Ali Carter l'emporte 13 à 9 contre le Chinois Zhou Yuelong. En quart de finale, Ali Carter rencontrera un autre qualifié, Gary Wilson, tombeur de Mark Selby.

### Quarts de finale
Dans le match entre les deux qualifiés encore en compétition, Gary Wilson l'emporte face à Ali Carter. Pour son premier quart de finale au Championnat du monde, Wilson perd les 3 premières manches avant de remporter les 5 suivantes pour mener 5-3 à la fin de la 1re session. Le score est de 9-7 après la 2e session et Wilson l'emporte finalement 13 à 9.
Après avoir éliminé le Gallois Mark Williams, tête de série no 1 et numéro 3 mondial au tour précédent, David Gilbert élimine Kyren Wilson, deux fois mieux classé que lui, sur le score de 13 à 9.

### Demi-finales
David Gilbert, qui n'a jamais passé le deuxième tour d'un championnat du monde, est opposé au quadruple champion du monde écossais John Higgins. À l'issue de la 1re session Gilbert mène 5 à 3. Lors de la 2e session, l'anglais compte jusqu'à 5 manches d'avance (8-3) avant de boucler la session sur le score de 10-6. Lors de la session suivante, Higgins réduit l'écart à 13-11, avec notamment un break de 143 points, meilleur break de la compétition. Higgins finit par l’emporter 17-16. 
L'autre demi-finale oppose deux anglais : le numéro 7 Judd Trump et le qualifié Gary Wilson. Tous deux sont a égalité 4-4 après la 1re session. Trump mène 9-7 après la 2e session. Il remporte la partie 17 manches à 11.

### Finale
L’Écossais de 43 ans John Higgins, quadruple champion du monde (1998, 2007, 2009 et 2011), finaliste en 2001, 2017 et 2018, est opposé à l'Anglais de 29 ans Judd Trump qui n'a jamais remporté le Championnat du monde mais qui a été finaliste en 2011.
Les deux joueurs se sont donc affrontés en finale du Championnat du monde 2011 où Higgins l'avait emporté 18 manches à 15.
La finale débute de façon équilibrée puisqu'à l'issue de la 1re session, les deux joueurs sont à égalité 4 à 4.
Lors de la session suivante, Higgins remporte la 1re manche grâce à un break de 125 points mais Trump gagne les 8 manches suivantes avec autant de demi-centuries, dont un break de 135. Le sextuple champion du monde Steve Davis déclarera au sujet de cette session : « J'ai vu de l'étonnant snooker ici, beaucoup de la part de Ronnie O'Sullivan, mais là c'était un étonnement différent. Je suis un peu sous le choc. Il (Trump) joue beaucoup de coups très difficiles qui semblent très faciles ».
Le jeune anglais débute la 3e session avec une confortable avance de 7 manches (12-5). Au cours de celle-ci, les deux joueurs se partagent les manches et Judd Trump entame donc la session finale avec un score de 16 à 9 en sa faveur. Il ne lui manque donc que deux manches pour l'emporter et il ne lui en faudra pas plus puisqu'il les gagnent avec deux demi-centuries (94 et 63 points). 
Judd Trump remporte à 29 ans son 1er titre de champion du monde tandis que John Higgins s'incline en finale pour la troisième fois consécutive. L’Écossais dira à propos de son adversaire « Il était juste inarrêtable. Il l'était vraiment. Il m'a simplement époustouflé - purement et simplement. C'était incroyable à regarder ».

## Tableau final
|  | 1er tour                   | 1er tour                   | 1er tour                   |                    |                   | 2e tour                    | 2e tour                    | 2e tour                    |  |  | Quarts de finale           | Quarts de finale           | Quarts de finale           |  |  | Demi-finales               | Demi-finales               | Demi-finales               |
|  | au meilleur des 19 manches | au meilleur des 19 manches | au meilleur des 19 manches |                    |                   | au meilleur des 25 manches | au meilleur des 25 manches | au meilleur des 25 manches |  |  | au meilleur des 25 manches | au meilleur des 25 manches | au meilleur des 25 manches |  |  | au meilleur des 33 manches | au meilleur des 33 manches | au meilleur des 33 manches |
|  |                            |                            |                            |                    |                   |                            |                            |                            |  |  |                            |                            |                            |  |  |                            |                            |                            |
|  | 20 avril                   |                            |                            |                    |                   |                            |                            |                            |  |  |                            |                            |                            |  |  |                            |                            |                            |
|  |                            |                            |                            |                    |                   |                            |                            |                            |  |  |                            |                            |                            |  |  |                            |                            |                            |
|  | 3                          | Mark Williams              | 10                         |                    |                   |                            |                            |                            |  |  |                            |                            |                            |  |  |                            |                            |                            |
|  | 3                          | Mark Williams              | 10                         | 26 et 27 avril     |                   |                            |                            |                            |  |  |                            |                            |                            |  |  |                            |                            |                            |
|  | 29                         | Martin Gould               | 7                          |                    |                   |                            |                            |                            |  |  |                            |                            |                            |  |  |                            |                            |                            |
|  | 29                         | Martin Gould               | 7                          | 3                  | Mark Williams     | 9                          |                            |                            |  |  |                            |                            |                            |  |  |                            |                            |                            |
|  | 22 et 23 avril             |                            |                            | 3                  | Mark Williams     | 9                          |                            |                            |  |  |                            |                            |                            |  |  |                            |                            |                            |
|  |                            | 16                         | David Gilbert              | 13                 |                   |                            |                            |                            |  |  |                            |                            |                            |  |  |                            |                            |                            |
|  | 16                         | 16                         | David Gilbert              | 13                 | David Gilbert     | 10                         |                            |                            |  |  |                            |                            |                            |  |  |                            |                            |                            |
|  | 16                         |                            |                            |                    | David Gilbert     | 10                         | 30 avril et 1er mai        |                            |  |  |                            |                            |                            |  |  |                            |                            |                            |
|  | 18                         | Joe Perry                  | 7                          |                    |                   |                            |                            |                            |  |  |                            |                            |                            |  |  |                            |                            |                            |
|  | 18                         | Joe Perry                  | 7                          | 16                 | David Gilbert     | 13                         |                            |                            |  |  |                            |                            |                            |  |  |                            |                            |                            |
|  | 24 avril                   |                            |                            | 16                 | David Gilbert     | 13                         |                            |                            |  |  |                            |                            |                            |  |  |                            |                            |                            |
|  |                            | 8                          | Kyren Wilson               | 8                  |                   |                            |                            |                            |  |  |                            |                            |                            |  |  |                            |                            |                            |
|  | 9                          | 8                          | Kyren Wilson               | 8                  | Barry Hawkins     | 10                         |                            |                            |  |  |                            |                            |                            |  |  |                            |                            |                            |
|  | 9                          | 28 et 29 avril             |                            |                    | Barry Hawkins     | 10                         |                            |                            |  |  |                            |                            |                            |  |  |                            |                            |                            |
|  | 28                         | Li Hang                    | 1                          |                    |                   |                            |                            |                            |  |  |                            |                            |                            |  |  |                            |                            |                            |
|  | 28                         | Li Hang                    | 1                          | 9                  | Barry Hawkins     | 11                         |                            |                            |  |  |                            |                            |                            |  |  |                            |                            |                            |
|  | 24 et 25 avril             |                            |                            | 9                  | Barry Hawkins     | 11                         |                            |                            |  |  |                            |                            |                            |  |  |                            |                            |                            |
|  |                            | 8                          | Kyren Wilson               | 13                 |                   |                            |                            |                            |  |  |                            |                            |                            |  |  |                            |                            |                            |
|  | 8                          | 8                          | Kyren Wilson               | 13                 | Kyren Wilson      | 10                         |                            |                            |  |  |                            |                            |                            |  |  |                            |                            |                            |
|  | 8                          |                            |                            |                    | Kyren Wilson      | 10                         | 2, 3 et 4 mai              |                            |  |  |                            |                            |                            |  |  |                            |                            |                            |
|  | 39                         | Scott Donaldson            | 4                          |                    |                   |                            |                            |                            |  |  |                            |                            |                            |  |  |                            |                            |                            |
|  | 39                         | Scott Donaldson            | 4                          | 16                 | David Gilbert     | 16                         |                            |                            |  |  |                            |                            |                            |  |  |                            |                            |                            |
|  | 21 et 22 avril             |                            |                            | 16                 | David Gilbert     | 16                         |                            |                            |  |  |                            |                            |                            |  |  |                            |                            |                            |
|  |                            | 5                          | John Higgins               | 17                 |                   |                            |                            |                            |  |  |                            |                            |                            |  |  |                            |                            |                            |
|  | 5                          | 5                          | John Higgins               | 17                 | John Higgins      | 10                         |                            |                            |  |  |                            |                            |                            |  |  |                            |                            |                            |
|  | 5                          | 27, 28 et 29 avril         |                            |                    | John Higgins      | 10                         |                            |                            |  |  |                            |                            |                            |  |  |                            |                            |                            |
|  | 38                         | Mark Davis                 | 7                          |                    |                   |                            |                            |                            |  |  |                            |                            |                            |  |  |                            |                            |                            |
|  | 38                         | Mark Davis                 | 7                          | 5                  | John Higgins      | 13                         |                            |                            |  |  |                            |                            |                            |  |  |                            |                            |                            |
|  | 23 avril                   |                            |                            | 5                  | John Higgins      | 13                         |                            |                            |  |  |                            |                            |                            |  |  |                            |                            |                            |
|  |                            | 12                         | Stuart Bingham             | 9                  |                   |                            |                            |                            |  |  |                            |                            |                            |  |  |                            |                            |                            |
|  | 12                         | 12                         | Stuart Bingham             | 9                  | Stuart Bingham    | 10                         |                            |                            |  |  |                            |                            |                            |  |  |                            |                            |                            |
|  | 12                         |                            |                            |                    | Stuart Bingham    | 10                         | 30 avril et 1er mai        |                            |  |  |                            |                            |                            |  |  |                            |                            |                            |
|  | 21                         | Graeme Dott                | 9                          |                    |                   |                            |                            |                            |  |  |                            |                            |                            |  |  |                            |                            |                            |
|  | 21                         | Graeme Dott                | 9                          | 5                  | John Higgins      | 13                         |                            |                            |  |  |                            |                            |                            |  |  |                            |                            |                            |
|  | 21 et 22 avril             |                            |                            | 5                  | John Higgins      | 13                         |                            |                            |  |  |                            |                            |                            |  |  |                            |                            |                            |
|  |                            | 4                          | Neil Robertson             | 10                 |                   |                            |                            |                            |  |  |                            |                            |                            |  |  |                            |                            |                            |
|  | 13                         | 4                          | Neil Robertson             | 10                 | Shaun Murphy      | 10                         |                            |                            |  |  |                            |                            |                            |  |  |                            |                            |                            |
|  | 13                         | 25 et 26 avril             |                            |                    | Shaun Murphy      | 10                         |                            |                            |  |  |                            |                            |                            |  |  |                            |                            |                            |
|  | 92                         | Luo Honghao                | 0                          |                    |                   |                            |                            |                            |  |  |                            |                            |                            |  |  |                            |                            |                            |
|  | 92                         | Luo Honghao                | 0                          | 13                 | Shaun Murphy      | 6                          |                            |                            |  |  |                            |                            |                            |  |  |                            |                            |                            |
|  | 20 et 21 avril             |                            |                            | 13                 | Shaun Murphy      | 6                          |                            |                            |  |  |                            |                            |                            |  |  |                            |                            |                            |
|  |                            | 4                          | Neil Robertson             | 13                 |                   |                            |                            |                            |  |  |                            |                            |                            |  |  |                            |                            |                            |
|  | 4                          | 4                          | Neil Robertson             | 13                 | Neil Robertson    | 10                         |                            |                            |  |  |                            |                            |                            |  |  |                            |                            |                            |
|  | 4                          |                            |                            |                    |                   | 10                         |                            |                            |  |  |                            |                            |                            |  |  |                            |                            |                            |
|  | 52                         | Michael Georgiou           | 1                          |                    |                   |                            |                            |                            |  |  |                            |                            |                            |  |  |                            |                            |                            |
|  | 52                         | Michael Georgiou           | 1                          |                    |                   |                            |                            |                            |  |  |                            |                            |                            |  |  |                            |                            |                            |
|  | 22 avril                   |                            |                            |                    |                   |                            |                            |                            |  |  |                            |                            |                            |  |  |                            |                            |                            |
|  |                            |                            |                            |                    |                   |                            |                            |                            |  |  |                            |                            |                            |  |  |                            |                            |                            |
|  | 2                          | Mark Selby                 | 10                         |                    |                   |                            |                            |                            |  |  |                            |                            |                            |  |  |                            |                            |                            |
|  | 2                          | Mark Selby                 | 10                         | 25, 26 et 27 avril |                   |                            |                            |                            |  |  |                            |                            |                            |  |  |                            |                            |                            |
|  | 67                         | Zhao Xintong               | 7                          |                    |                   |                            |                            |                            |  |  |                            |                            |                            |  |  |                            |                            |                            |
|  | 67                         | Zhao Xintong               | 7                          | 2                  | Mark Selby        | 10                         |                            |                            |  |  |                            |                            |                            |  |  |                            |                            |                            |
|  | 20 et 21 avril             |                            |                            | 2                  | Mark Selby        | 10                         |                            |                            |  |  |                            |                            |                            |  |  |                            |                            |                            |
|  |                            | 32                         | Gary Wilson                | 13                 |                   |                            |                            |                            |  |  |                            |                            |                            |  |  |                            |                            |                            |
|  | 14                         | 32                         | Gary Wilson                | 13                 | Luca Brecel       | 9                          |                            |                            |  |  |                            |                            |                            |  |  |                            |                            |                            |
|  | 14                         |                            |                            |                    | Luca Brecel       | 9                          | 30 avril et 1er mai        |                            |  |  |                            |                            |                            |  |  |                            |                            |                            |
|  | 32                         | Gary Wilson                | 10                         |                    |                   |                            |                            |                            |  |  |                            |                            |                            |  |  |                            |                            |                            |
|  | 32                         | Gary Wilson                | 10                         | 32                 | Gary Wilson       | 13                         |                            |                            |  |  |                            |                            |                            |  |  |                            |                            |                            |
|  | 24 et 25 avril             |                            |                            | 32                 | Gary Wilson       | 13                         |                            |                            |  |  |                            |                            |                            |  |  |                            |                            |                            |
|  |                            | 19                         | Ali Carter                 | 9                  |                   |                            |                            |                            |  |  |                            |                            |                            |  |  |                            |                            |                            |
|  | 11                         | 19                         | Ali Carter                 | 9                  | Jack Lisowski     | 6                          |                            |                            |  |  |                            |                            |                            |  |  |                            |                            |                            |
|  | 11                         | 28 et 29 avril             |                            |                    | Jack Lisowski     | 6                          |                            |                            |  |  |                            |                            |                            |  |  |                            |                            |                            |
|  | 19                         | Ali Carter                 | 10                         |                    |                   |                            |                            |                            |  |  |                            |                            |                            |  |  |                            |                            |                            |
|  | 19                         | Ali Carter                 | 10                         | 19                 | Ali Carter        | 13                         |                            |                            |  |  |                            |                            |                            |  |  |                            |                            |                            |
|  | 23 et 24 avril             |                            |                            | 19                 | Ali Carter        | 13                         |                            |                            |  |  |                            |                            |                            |  |  |                            |                            |                            |
|  |                            | 35                         | Zhou Yuelong               | 9                  |                   |                            |                            |                            |  |  |                            |                            |                            |  |  |                            |                            |                            |
|  | 6                          | 35                         | Zhou Yuelong               | 9                  | Mark Allen        | 7                          |                            |                            |  |  |                            |                            |                            |  |  |                            |                            |                            |
|  | 6                          |                            |                            |                    | Mark Allen        | 7                          | 2, 3 et 4 mai              |                            |  |  |                            |                            |                            |  |  |                            |                            |                            |
|  | 35                         | Zhou Yuelong               | 10                         |                    |                   |                            |                            |                            |  |  |                            |                            |                            |  |  |                            |                            |                            |
|  | 35                         | Zhou Yuelong               | 10                         | 32                 | Gary Wilson       | 11                         |                            |                            |  |  |                            |                            |                            |  |  |                            |                            |                            |
|  | 23 et 24 avril             |                            |                            | 32                 | Gary Wilson       | 11                         |                            |                            |  |  |                            |                            |                            |  |  |                            |                            |                            |
|  |                            | 7                          | Judd Trump                 | 17                 |                   |                            |                            |                            |  |  |                            |                            |                            |  |  |                            |                            |                            |
|  | 7                          | 7                          | Judd Trump                 | 17                 | Judd Trump        | 10                         |                            |                            |  |  |                            |                            |                            |  |  |                            |                            |                            |
|  | 7                          | 27, 28 et 29 avril         |                            |                    | Judd Trump        | 10                         |                            |                            |  |  |                            |                            |                            |  |  |                            |                            |                            |
|  | 43                         | Thepchaiya Un-Nooh         | 9                          |                    |                   |                            |                            |                            |  |  |                            |                            |                            |  |  |                            |                            |                            |
|  | 43                         | Thepchaiya Un-Nooh         | 9                          | 7                  | Judd Trump        | 13                         |                            |                            |  |  |                            |                            |                            |  |  |                            |                            |                            |
|  | 20 et 21 avril             |                            |                            | 7                  | Judd Trump        | 13                         |                            |                            |  |  |                            |                            |                            |  |  |                            |                            |                            |
|  |                            | 10                         | Ding Junhui                | 9                  |                   |                            |                            |                            |  |  |                            |                            |                            |  |  |                            |                            |                            |
|  | 10                         | 10                         | Ding Junhui                | 9                  | Ding Junhui       | 10                         |                            |                            |  |  |                            |                            |                            |  |  |                            |                            |                            |
|  | 10                         |                            |                            |                    | Ding Junhui       | 10                         | 30 avril et 1er mai        |                            |  |  |                            |                            |                            |  |  |                            |                            |                            |
|  | 24                         | Anthony McGill             | 7                          |                    |                   |                            |                            |                            |  |  |                            |                            |                            |  |  |                            |                            |                            |
|  | 24                         | Anthony McGill             | 7                          | 7                  | Judd Trump        | 13                         |                            |                            |  |  |                            |                            |                            |  |  |                            |                            |                            |
|  | 20 et 21 avril             |                            |                            | 7                  | Judd Trump        | 13                         |                            |                            |  |  |                            |                            |                            |  |  |                            |                            |                            |
|  |                            | 15                         | Stephen Maguire            | 6                  |                   |                            |                            |                            |  |  |                            |                            |                            |  |  |                            |                            |                            |
|  | 15                         | 15                         | Stephen Maguire            | 6                  | Stephen Maguire   | 10                         |                            |                            |  |  |                            |                            |                            |  |  |                            |                            |                            |
|  | 15                         | 26 et 27 avril             |                            |                    | Stephen Maguire   | 10                         |                            |                            |  |  |                            |                            |                            |  |  |                            |                            |                            |
|  | 81                         | Tian Pengfei               | 9                          |                    |                   |                            |                            |                            |  |  |                            |                            |                            |  |  |                            |                            |                            |
|  | 81                         | Tian Pengfei               | 9                          | 15                 | Stephen Maguire   | 13                         |                            |                            |  |  |                            |                            |                            |  |  |                            |                            |                            |
|  | 22 et 23 avril             |                            |                            | 15                 | Stephen Maguire   | 13                         |                            |                            |  |  |                            |                            |                            |  |  |                            |                            |                            |
|  |                            | A                          | James Cahill               | 12                 |                   |                            |                            |                            |  |  |                            |                            |                            |  |  |                            |                            |                            |
|  | 1                          | A                          | James Cahill               | 12                 | Ronnie O'Sullivan | 8                          |                            |                            |  |  |                            |                            |                            |  |  |                            |                            |                            |
|  | 1                          |                            |                            |                    |                   | 8                          |                            |                            |  |  |                            |                            |                            |  |  |                            |                            |                            |
|  | A                          | James Cahill               | 10                         |                    |                   |                            |                            |                            |  |  |                            |                            |                            |  |  |                            |                            |                            |
|  | A                          | James Cahill               | 10                         |                    |                   |                            |                            |                            |  |  |                            |                            |                            |  |  |                            |                            |                            |

| Finale (au meilleur des 35 manches), Crucible Theatre, Sheffield, 5 et 6 mai Arbitre : Leo Scullion |                                         |                       |
| John Higgins Écosse                                                                                 | 9 - 18                                  | Judd Trump Angleterre |
| 8 4 139                                                                                             | Demi-centuries Centuries Meilleur break | 15 7 135              |
| Judd Trump remporte le Championnat du monde de snooker 2019                                         |                                         |                       |

## Finale
La finale se joue au meilleur des 35 manches. Les sessions se déroulent selon le format suivant : 8 manches pour la session 1, 9 pour la session 2, maximum 8 pour la session 3 et maximum 10 pour la session 4, en cas de manche décisive. 
| Joueur       | Manche 1  | Manche 2 | Manche 3    | Manche 4    | Manche 5    | Manche 6    | Manche 7    | Manche 8    | Manche 9    | Manche 10   | Session | Cumul |
| ------------ | --------- | -------- | ----------- | ----------- | ----------- | ----------- | ----------- | ----------- | ----------- | ----------- | ------- | ----- |
| Session 1    |           |          |             |             |             |             |             |             |             |             |         |       |
| John Higgins | 1         | 45       | 139 (139)   | 0           | 70 (69)     | 74          | 101 (101)   | 4           | -           | -           | 4       | 4     |
| Judd Trump   | 66 (51)   | 72 (63)  | 0           | 105 (105)   | 8           | 0           | 0           | 103 (103)   | -           | -           | 4       | 4     |
| Session 2    |           |          |             |             |             |             |             |             |             |             |         |       |
| John Higgins | 125 (125) | 0        | 4           | 45          | 0           | 30          | 28          | 20          | 19          | -           | 1       | 5     |
| Judd Trump   | 1         | 66       | 139 (136)   | 67          | 118 (114)   | 64          | 95 (71)     | 70 (58)     | 85 (70)     | -           | 8       | 12    |
| Session 3    |           |          |             |             |             |             |             |             |             |             |         |       |
| John Higgins | 113 (113) | 60 (59)  | 0           | 0           | 0           | 92 (67)     | 79 (70)     | 0           | -           | -           | 4       | 9     |
| Judd Trump   | 0         | 35       | 101 (101)   | 72 (71)     | 126 (126)   | 16          | 11          | 104 (104)   | -           | -           | 4       | 16    |
| Session 4    |           |          |             |             |             |             |             |             |             |             |         |       |
| John Higgins | 0         | 1        | Non disputé | Non disputé | Non disputé | Non disputé | Non disputé | Non disputé | Non disputé | Non disputé | 0       | 9     |
| Judd Trump   | 94 (94)   | 63 (62)  | Non disputé | Non disputé | Non disputé | Non disputé | Non disputé | Non disputé | Non disputé | Non disputé | 2       | 18    |

Entre parenthèses les centuries et demi-centuries.

## Qualifications
128 joueurs participent aux trois tours de qualifications à l'issue desquels il n'en restera que 16 qui disputeront le tournoi final au Crucible Theatre de Sheffield. Les qualifications se déroulent du 10 au 17 avril 2019 à l'English Institute of Sport à Sheffield. Toutes les rencontres se jouent au meilleur des 19 manches.
Légende :

entre ( ) : tête de série

Les vainqueurs sont en jaune

### Premier tour
| Joueur 1               | Score | Joueur 2         |
| ---------------------- | ----- | ---------------- |
| Ryan Day (1)           | 10-6  | Oliver Lines     |
| Tian Pengfei (64)      | 10-5  | Soheil Vahedi    |
| Matthew Stevens (32)   | 10-3  | Thor Chuan Leong |
| Chris Wakelin (33)     | 10-5  | Fan Zhengyi      |
| Gary Wilson (16)       | 10-5  | Sanderson Lam    |
| Dominic Dale (49)      | 10-5  | Chris Totten     |
| Liang Wenbo (17)       | 10-0  | Basem Eltahhan   |
| Rory McLeod (48)       | 8-10  | David Grace      |
| Robbie Williams (41)   | 10-8  | Sam Baird        |
| Marco Fu (24)          | 7-10  | Luo Honghao      |
| Sam Craigie (56)       | 10-6  | Rhys Clark       |
| Tom Ford (9)           | 10-3  | Ross Muir        |
| Sunny Akani (40)       | 10-6  | Chen Zifan       |
| Robert Milkins (25)    | 10-4  | Luke Simmonds    |
| Duane Jones (57)       | 10-5  | Kishan Hirani    |
| Anthony McGill (8)     | 10-8  | Ashley Hugill    |
| Graeme Dott (5)        | 10-2  | Hamza Akbar      |
| Xu Si (60)             | 10-2  | Sean O'Sullivan  |
| Stuart Carrington (28) | 6-10  | Pang Junxu       |
| Kurt Maflin (37)       | 10-3  | Mitchell Mann    |
| Li Hang (12)           | 10-5  | Niu Zhuang       |
| Ian Burns (53)         | 10-7  | Farakh Ajaib     |
| Ben Woollaston (21)    | 10-7  | Elliot Slessor   |
| Mike Dunn (44)         | 7-10  | Nigel Bond       |
| Daniel Wells (45)      | 10-5  | Jamie Clarke     |
| Hossein Vafaei (20)    | 10-5  | Zhang Anda       |
| Gerard Greene (52)     | 10-7  | Aaron Hill       |
| Martin Gould (13)      | 10-0  | Mostafa Dorgham  |
| Michael Georgiou (36)  | 10-7  | Lee Walker       |
| Peter Ebdon (29)       | 10-4  | Harvey Chandler  |
| Mei Xiwen (61)         | 10-3  | Florian Nüßle    |
| Yan Bingtao (4)        | 10-4  | Lukas Kleckers   |

| Joueur 1                   | Score | Joueur 2          |
| -------------------------- | ----- | ----------------- |
| Ali Carter (3)             | 10-1  | Paul Davison      |
| Jimmy White (62)           | 10-5  | Ross Bulman       |
| Michael White (30)         | 10-4  | Andy Hicks        |
| Yuan Sijun (35)            | 8-10  | John Astley       |
| Ricky Walden (14)          | 10-7  | Alfie Burden      |
| Eden Sharav (51)           | 10-7  | David Lilley      |
| Zhou Yuelong (19)          | 10-7  | Robin Hull        |
| Liam Highfield (46)        | 10-7  | Hammad Miah       |
| Fergal O'Brien (43)        | 10-4  | Jackson Page      |
| Mark Davis (22)            | 10-6  | Rod Lawler        |
| Alexander Ursenbacher (54) | 6-10  | Jordan Brown      |
| Lyu Haotian (11)           | 10-5  | Ashley Carty      |
| Mark Joyce (38)            | 10-2  | Billy Joe Castle  |
| Thepchaiya Un-Nooh (27)    | 10-4  | Jonathan Bagley   |
| Joe O'Connor (59)          | 10-1  | Joe Swail         |
| Jimmy Robertson (6)        | 10-0  | Chen Feilong      |
| Xiao Guodong (7)           | 10-5  | Jak Jones         |
| Peter Lines (58)           | 9-10  | Michael Judge     |
| Michael Holt (26)          | 10-5  | Brandon Sargeant  |
| Andrew Higginson (39)      | 9-10  | James Cahill      |
| Mark King (10)             | 10-4  | Igor Figueiredo   |
| Lu Ning (55)               | 10-4  | Allan Taylor      |
| Scott Donaldson (23)       | 10-8  | Craig Steadman    |
| Ken Doherty (42)           | 10-8  | Andy Lee          |
| Anthony Hamilton (47)      | 10-9  | James Wattana     |
| Matthew Selt (18)          | 10-3  | Dylan Emery       |
| Zhao Xintong (50)          | 10-2  | Adam Lilley       |
| Noppon Saengkham (15)      | 10-3  | Adam Stefanow     |
| Alan McManus (34)          | 10-6  | Ng On-Yee         |
| Martin O'Donnell (31)      | 10-6  | Adam Duffy        |
| Zhang Yong (63)            | 10-2  | Reanne Evans      |
| Joe Perry (2)              | 10-1  | Simon Lichtenberg |

### Deuxième tour
| Joueur 1              | Score | Joueur 2            |
| --------------------- | ----- | ------------------- |
| Ryan Day (1)          | 3-10  | Tian Pengfei (64)   |
| Matthew Stevens (32)  | 10-7  | Chris Wakelin (33)  |
| Gary Wilson (16)      | 10-3  | Dominic Dale (49)   |
| Liang Wenbo (17)      | 10-7  | David Grace         |
| Robbie Williams (41)  | 8-10  | Luo Honghao         |
| Sam Craigie (56)      | 8-10  | Tom Ford (9)        |
| Sunny Akani (40)      | 5-10  | Robert Milkins (25) |
| Duane Jones (57)      | 5-10  | Anthony McGill (8)  |
| Graeme Dott (5)       | 10-4  | Xu Si (60)          |
| Pang Junxu            | 7-10  | Kurt Maflin (37)    |
| Li Hang (12)          | 10-8  | Ian Burns (53)      |
| Ben Woollaston (21)   | 10-4  | Nigel Bond          |
| Daniel Wells (45)     | 10-6  | Hossein Vafaei (20) |
| Gerard Greene (52)    | 6-10  | Martin Gould (13)   |
| Michael Georgiou (36) | 10-8  | Peter Ebdon (29)    |
| Mei Xiwen (61)        | 8-10  | Yan Bingtao (4)     |

| Joueur 1              | Score | Joueur 2                |
| --------------------- | ----- | ----------------------- |
| Ali Carter (3)        | 10-4  | Jimmy White (62)        |
| Michael White (30)    | 6-10  | John Astley             |
| Ricky Walden (14)     | 9-10  | Eden Sharav (51)        |
| Zhou Yuelong (19)     | 10-5  | Liam Highfield (46)     |
| Fergal O'Brien (43)   | 4-10  | Mark Davis (22)         |
| Jordan Brown          | 0-10  | Lyu Haotian (11)        |
| Mark Joyce (38)       | 5-10  | Thepchaiya Un-Nooh (27) |
| Joe O'Connor (59)     | 10-9  | Jimmy Robertson (6)     |
| Xiao Guodong (7)      | 9-10  | Michael Judge           |
| Michael Holt (26)     | 7-10  | James Cahill            |
| Mark King (10)        | 5-10  | Lu Ning (55)            |
| Scott Donaldson (23)  | 10-4  | Ken Doherty (42)        |
| Anthony Hamilton (47) | 7-10  | Matthew Selt (18)       |
| Zhao Xintong (50)     | 10-5  | Noppon Saengkham (15)   |
| Alan McManus (34)     | 8-10  | Martin O'Donnell (31)   |
| Zhang Yong (63)       | 1-10  | Joe Perry (2)           |

### Troisième tour
Les vainqueurs des matches du troisième tour intègrent le tableau final.
| Joueur 1              | Score | Joueur 2             |
| --------------------- | ----- | -------------------- |
| Tian Pengfei (64)     | 10-8  | Matthew Stevens (32) |
| Gary Wilson (16)      | 10-6  | Liang Wenbo (17)     |
| Luo Honghao           | 10-8  | Tom Ford (9)         |
| Robert Milkins (25)   | 8-10  | Anthony McGill (8)   |
| Graeme Dott (5)       | 10-2  | Kurt Maflin (37)     |
| Li Hang (12)          | 10-8  | Ben Woollaston (21)  |
| Daniel Wells (45)     | 8-10  | Martin Gould (13)    |
| Michael Georgiou (36) | 10-8  | Yan Bingtao (4)      |

| Joueur 1                | Score | Joueur 2             |
| ----------------------- | ----- | -------------------- |
| Ali Carter (3)          | 10-4  | John Astley          |
| Eden Sharav (51)        | 6-10  | Zhou Yuelong (19)    |
| Mark Davis (22)         | 10-7  | Lyu Haotian (11)     |
| Thepchaiya Un-Nooh (27) | 10-6  | Joe O'Connor (59)    |
| Michael Judge           | 6-10  | James Cahill         |
| Lu Ning (55)            | 9-10  | Scott Donaldson (23) |
| Matthew Selt (18)       | 4-10  | Zhao Xintong (50)    |
| Martin O'Donnell (31)   | 3-10  | Joe Perry (2)        |

## Centuries

### Tableau final
100 centuries ont été réalisés par 23 joueurs durant le tour principal. Le meilleur break (143) a été réalisé par John Higgins au cours de sa demi-finales contre David Gilbert.
- John Higgins : 143, 139, 139, 135, 132, 132, 130, 125, 113, 101, 101, 100
- Judd Trump : 141, 135, 131, 126, 123, 114, 114, 106, 105, 104, 103, 103, 101, 101
- Gary Wilson : 140, 134, 134, 117, 115, 109, 106, 100
- David Gilbert : 139, 125, 113, 109, 105, 102, 100
- Kyren Wilson : 138, 132, 131, 125, 111, 104, 100
- Shaun Murphy : 138, 123, 112, 109, 102, 101
- Barry Hawkins : 137, 136, 130, 105
- Joe Perry : 136
- Ali Carter : 135, 128, 102
- Ding Junhui : 134, 129, 106
- Mark Selby : 131, 131, 120, 102
- Stephen Maguire : 131, 125, 122, 121, 110, 105, 103
- Mark Allen : 131
- Luca Brecel : 131
- Mark Williams : 129, 105, 101
- Neil Robertson : 127, 120, 120, 114, 106, 100
- Jack Lisowski : 124, 101
- Graeme Dott : 114
- Stuart Bingham : 112, 107, 106
- Zhou Yuelong : 106, 105, 101
- Tian Pengfei : 104, 100
- Ronnie O'Sullivan : 104
- James Cahill : 101

### Qualifications
Au cours des 3 tours de qualifications, 122 centuries ont été réalisés par 57 joueurs différents :
| - Noppon Saengkham : 146, 121, 118, 113 - Matthew Stevens : 143, 143, 116, 114, 111 - Liang Wenbo : 141, 133, 122, 119, 114 - Graeme Dott : 140, 135, 103 - Chris Wakelin : 139, 109, 107 - Marco Fu : 138, 128 - Joe O'Connor : 138, 124, 122, 102, 100 - Thepchaiya Un-Nooh : 138, 107 - Zhou Yuelong : 136, 136, 115, 106 - Daniel Wells : 136, 113, 107, 100, 100 - Michael Holt : 136, 106 - Elliot Slessor : 136 - Lu Ning : 135, 113 - Lyu Haotian : 135, 100 - Gary Wilson : 134, 112, 100 - Tian Pengfei : 133, 125 - Xiao Guodong : 133, 119, 105 - Martin Gould : 132, 102, 100 - Eden Sharav : 132 - James Cahill : 131, 119, 118, 113, 103, 100 - Anthony McGill : 131, 118, 116 - Scott Donaldson : 130, 102 - Andy Hicks : 130 - Alan McManus : 130 - Yan Bingtao : 128, 103 - Hossein Vafaei : 128 - Ali Carter : 127, 120, 102, 101 - Joe Perry : 127, 110, 102, 100 | - Sam Craigie : 127, 106 - Zhao Xintong : 124, 103 - Mark Davis : 122, 109, 102 - Michael Georgiou : 121, 117, 101 - Kurt Maflin : 121 - Alexander Ursenbacher : 121 - Jonathan Bagley : 120 - Stuart Carrington : 119, 100 - Gerard Greene : 118 - Ashley Carty : 117 - Brandon Sargeant : 116 - Soheil Vahedi : 116 - Xu Si : 116 - Ben Woollaston : 114, 100 - Robbie Williams : 114 - Zhang Anda : 112 - John Astley : 111, 108 - Li Hang : 111 - Niu Zhuang : 109 - Ian Burns : 108, 102 - Tom Ford : 106, 101 - Sam Baird : 106 - Luo Honghao : 106 - Mei Xiwen : 105, 101 - Lukas Kleckers : 103 - David Lilley : 102 - Martin O'Donnell : 101 - Sunny Akani : 101 - Dominic Dale : 100 |

## Participants par pays
|                 | ENG | CHN | SCO | WAL | AUS | NIR | CYP | BEL | THA | IRL                                          | NOR                                          | ISR                                          | IRN                                          | POL                                          | HKG                                          | FIN                                          | BRA                                          | AUT                                          | EGY                                          | GER                                          | NZL                                          | MAS                                          | PAK                                          | SUI                                          | Total |
| --------------- | --- | --- | --- | --- | --- | --- | --- | --- | --- | -------------------------------------------- | -------------------------------------------- | -------------------------------------------- | -------------------------------------------- | -------------------------------------------- | -------------------------------------------- | -------------------------------------------- | -------------------------------------------- | -------------------------------------------- | -------------------------------------------- | -------------------------------------------- | -------------------------------------------- | -------------------------------------------- | -------------------------------------------- | -------------------------------------------- | ----- |
| Finale          | 1   | –   | 1   | –   | –   | –   | –   | –   | –   | Aucun représentant dans le tournoi principal | Aucun représentant dans le tournoi principal | Aucun représentant dans le tournoi principal | Aucun représentant dans le tournoi principal | Aucun représentant dans le tournoi principal | Aucun représentant dans le tournoi principal | Aucun représentant dans le tournoi principal | Aucun représentant dans le tournoi principal | Aucun représentant dans le tournoi principal | Aucun représentant dans le tournoi principal | Aucun représentant dans le tournoi principal | Aucun représentant dans le tournoi principal | Aucun représentant dans le tournoi principal | Aucun représentant dans le tournoi principal | Aucun représentant dans le tournoi principal | 2     |
| Demi-finales    | 3   | –   | 1   | –   | –   | –   | –   | –   | –   | Aucun représentant dans le tournoi principal | Aucun représentant dans le tournoi principal | Aucun représentant dans le tournoi principal | Aucun représentant dans le tournoi principal | Aucun représentant dans le tournoi principal | Aucun représentant dans le tournoi principal | Aucun représentant dans le tournoi principal | Aucun représentant dans le tournoi principal | Aucun représentant dans le tournoi principal | Aucun représentant dans le tournoi principal | Aucun représentant dans le tournoi principal | Aucun représentant dans le tournoi principal | Aucun représentant dans le tournoi principal | Aucun représentant dans le tournoi principal | Aucun représentant dans le tournoi principal | 4     |
| Quart de finale | 5   | –   | 2   | –   | 1   | –   | –   | –   | –   | Aucun représentant dans le tournoi principal | Aucun représentant dans le tournoi principal | Aucun représentant dans le tournoi principal | Aucun représentant dans le tournoi principal | Aucun représentant dans le tournoi principal | Aucun représentant dans le tournoi principal | Aucun représentant dans le tournoi principal | Aucun représentant dans le tournoi principal | Aucun représentant dans le tournoi principal | Aucun représentant dans le tournoi principal | Aucun représentant dans le tournoi principal | Aucun représentant dans le tournoi principal | Aucun représentant dans le tournoi principal | Aucun représentant dans le tournoi principal | Aucun représentant dans le tournoi principal | 8     |
| 2e tour         | 10  | 2   | 2   | 1   | 1   | –   | –   | –   | –   | Aucun représentant dans le tournoi principal | Aucun représentant dans le tournoi principal | Aucun représentant dans le tournoi principal | Aucun représentant dans le tournoi principal | Aucun représentant dans le tournoi principal | Aucun représentant dans le tournoi principal | Aucun représentant dans le tournoi principal | Aucun représentant dans le tournoi principal | Aucun représentant dans le tournoi principal | Aucun représentant dans le tournoi principal | Aucun représentant dans le tournoi principal | Aucun représentant dans le tournoi principal | Aucun représentant dans le tournoi principal | Aucun représentant dans le tournoi principal | Aucun représentant dans le tournoi principal | 16    |
| 1er tour        | 15  | 6   | 5   | 1   | 1   | 1   | 1   | 1   | 1   | Aucun représentant dans le tournoi principal | Aucun représentant dans le tournoi principal | Aucun représentant dans le tournoi principal | Aucun représentant dans le tournoi principal | Aucun représentant dans le tournoi principal | Aucun représentant dans le tournoi principal | Aucun représentant dans le tournoi principal | Aucun représentant dans le tournoi principal | Aucun représentant dans le tournoi principal | Aucun représentant dans le tournoi principal | Aucun représentant dans le tournoi principal | Aucun représentant dans le tournoi principal | Aucun représentant dans le tournoi principal | Aucun représentant dans le tournoi principal | Aucun représentant dans le tournoi principal | 32    |
| Qualifications  |     |     |     |     |     |     |     |     |     |                                              |                                              |                                              |                                              |                                              |                                              |                                              |                                              |                                              |                                              |                                              |                                              |                                              |                                              |                                              |       |
| 3e tour         | 13  | 9   | 3   | 2   | –   | –   | 1   | –   | 1   | 1                                            | 1                                            | 1                                            | –                                            | –                                            | –                                            | –                                            | –                                            | –                                            | –                                            | –                                            | –                                            | –                                            | –                                            | –                                            | 32    |
| 2e tour         | 28  | 14  | 4   | 6   | –   | 2   | 1   | –   | 3   | 3                                            | 1                                            | 1                                            | 2                                            | –                                            | –                                            | –                                            | –                                            | –                                            | –                                            | –                                            | –                                            | –                                            | –                                            | –                                            | 64    |
| 1er tour        | 57  | 20  | 7   | 12  | –   | 3   | 1   | –   | 4   | 5                                            | 1                                            | 1                                            | 2                                            | 1                                            | 3                                            | 1                                            | 1                                            | 1                                            | 2                                            | 2                                            | 1                                            | 1                                            | 1                                            | 1                                            | 128   |